# Wrecking Ball (sång)
Wrecking Ball är andra singeln från Miley Cyrus fjärde studioalbum Bangerz (2013). Låten släpptes på Itunes 25 augusti 2013 och är den sjätte låten på albumet. Låten är skriven av Lukasz Gottwald, Maureen Anne McDonald, Stephan Moccio, Sacha Skarbek och Henry Russell Walter. Låten producerades av Dr. Luke och Henry Russell Walter under hans artistnamn Cirkut.
Musikvideon till Wrecking Ball släpptes 9 september med 2013 via Vevo och regisserades av Terry Richardson. Videon inleds med en närbild av Cyrus som gråtande framför låten framför en vit bakgrund. Vidare visas Cyrus endast iförd kängor ovanpå en rivningskula samt i andra scener slickandes en slägga. Videon väckte mycket uppmärksamhet och 24 timmar efter dess premiär hade musikvideon 19,3 miljoner visningar vilket var ett rekord.